# Sovolusky (Bochov)
Sovolusky (németül: Zoboles) Bochov településrésze Csehországban a Karlovy Vary-i kerület Karlovy Vary-i járásában. Központi községétől 6 km-re délre fekszik. A 2001-es népszámlálási adatok szerint 19 lakóháza és 33 lakosa van.